# Lestes ictericus
Lestes ictericus là một loài chuồn chuồn kim thuộc họ Lestidae.
Loài này có ở Burundi, Bờ Biển Ngà, Kenya, Malawi, Mozambique, Nigeria, Senegal, Nam Phi, Sudan, Tanzania, Uganda, Zambia, và Zimbabwe. Môi trường sống tự nhiên của chúng là rừng ẩm vùng đất thấp nhiệt đới hoặc cận nhiệt đới, xavan khô, xavan ẩm, vùng cây bụi khô khu vực nhiệt đới hoặc cận nhiệt đới, vùng cây bụi ẩm khu vực nhiệt đới hoặc cận nhiệt đới, sông ngòi, sông có nước theo mùa, đầm nước ngọt, và đầm nước ngọt có nước theo mùa.